# Надписи на гобелене из Байё
Надписи на гобелене из Байё описывают события, которые привели к завоеванию Англии норманнами. Все надписи сделаны на средневековой латыни.

## Описание
Гобелен из Байё был создан предположительно по заказу епископа Одо, возможно, одновременно с постройкой собора в Байё в 1070-е годы, и был завершён в 1077 году. Его вышивки сделаны шерстяной нитью по льняной основе. На многих сценах ковра присутствуют надписи, которые указывают на имена участников или места событий. Почти все надписи вышиты темно-синей, почти чёрной шерстью, но ближе к концу используются различные цвета для отдельных слов, а иногда и для отдельных букв. Последние метры ковра были утрачены в неизвестное время, а последняя надпись «Et fuga verterunt Angli» сделана около 1814 года на волне антианглийских настроений. Первая надпись на ковре («Edward») также является поздней реставрацией.
Текст написан в основном на латыни, хотя иногда в нём заметно английское влияние. Личные имена не латинизированы, а написаны полностью на английском, как и некоторые места действия. Во фразе «at Hestenga ceastra» видны явные признаки древнеанглийского; по-латыни должно было быть написано «ad Hastingae castra». Некоторые французские имена записаны в архаичной форме («Rednes») или в англицизированной («Bagias»). Для упоминания нормандцев иногда используется слово «Franci», хотя в то время нормандцы не считали себя французами, несмотря на то, что говорили на диалекте старофранцузского языка.

## Латинский текст с русским переводом
| Сцена | Описание сцены | Текст надписи | Перевод надписи                                                                                                | Изображение |
| ----- | --- | --- | --- | ----------- |
| 1     | В сцене отражены события 1064 года. В королевском дворце Вестминстера король Англии Эдуард Исповедник беседует со своим шурином Гарольдом, графом Уэссексом | EDWARD[US] REX | Король Эдуард                                                                                                  |             |
| 2-3   | Гарольд в сопровождении своих слуг и охотничьих собак направляет на южное побережье в Бошам (графство Сассекс), семейное поместье Гарольда. Гарольд изображён верхом на коне, держащим в руке сокола. Затем Гарольд в сопровождении своего слуги входит в церковь в Бошаме, чтобы помолиться о безопасном путешествии | UBI HAROLD DUX ANGLORUM ET SUI MILITES EQUITANT AD BOSHAM ECCLESIA[M]                                                            | Где Гарольд, эрл Англии, и его воины едут в церковь в Бошаме                                                   |             |
| 4     | Ночью перед отплытием устраивается празднество в поместье Гарольда в Бошаме. Затем Гарольд садится на свой корабль и ставит паруса. Он всё ещё изображён держащим в руке своего сокола | HIC HAROLD MARE NAVIGAVIT | Здесь Гарольд плывет по морю                                                                                   |             |
| 5     | Корабль Гарольда пересекает Ла-Манш. На мачте корабля изображён вперёдсмотрящий наблюдатель | ET VELIS VENTO PLENIS VENIT IN TERRA WIDONIS COMITIS                                                                             | и с парусами полными ветра попадает в земли графа Видо                                                         |             |
| 6     | Корабль пристаёт к Понтьё, территории графа Ги, находящейся к северу от Нормандии. Гарольд показан дважды. Слева он стоит на корабле, готовом пристать к берегу. Как только он сходит на берег, его схватывают солдаты графа Ги | HAROLD | Гарольд |             |
| 7     | Сошедшего на берег Гарольда схватывают солдаты графа Ги, который руководит всей операцией верхом на лошади | HIC APPREHENDIT WIDO HAROLDU[M]                                                                                                  | Здесь Видо захватывает Гарольда                                                                                |             |
| 8     | К Гарольду, теперь пленнику, относятся с уважением: он скачет перед группой всадников на лошади, держа своего сокола. Они направляются в сторону Боренвилля, столичного города Ги | ET DUXIT EUM AD BELREM ET IBI EUM TENUIT                                                                                         | и помещает его в Боренвилль и держит там                                                                       |             |
| 9     | Ги восседает на троне и беседует с Гарольдом | UBI HAROLD ET WIDO PARABOLANT | где Гарольд и Видо совещаются                                                                                  |             |
| 10    | Эта и следующие две сцены показывают события, изображённые в обратном порядке. Двое посланников прибывают от сеньора графа Ги — герцога Нормандии Вильгельма, чтобы потребовать освобождения Гарольда | UBI NUNTII WILLELMI DUCIS VENERUNT AD WIDONE[M]                                                                                  | где послы герцога Вильгельма прибывают к Видо                                                                  |             |
| 10    | Возле фигуры человека очень маленького роста помещена надпись «Турольд». Возможно, это один из двух посланников | TUROLD | Турольд |             |
| 11    | Показаны посланники Вильгельма, скачущие во весь опор, чтобы доставить его послание графу Ги. От бешеной скачки у них развеваются волосы на ветру | NUNTII WILLELMI | Послы Вильгельма                                                                                               |             |
| 12    | В действительности, эта сцена хронологически предшествует предыдущей. Вильгельму доставлено известие о том, что Ги захватил Гарольда | HIC VENIT NUNTIUS AD WILGELMUM DUCEM                                                                                             | Здесь послы приходят к герцогу Вильгельму                                                                      |             |
| 13    | Ги подчиняется приказу Вильгельма и берёт Гарольда на встречу с ним. Ги изображён показывающим Вильгельму и его спутникам на Гарольда. Оба мужчины держат в руках своих соколов | HIC WIDO ADDUXIT HAROLDUM AD WILGELMUM NORMANNORUM DUCEM                                                                         | Здесь Видо отправляет Гарольда к Вильгельму, герцогу Нормандии                                                 |             |
| 14    | Вильгельм и Гарольд скачут с солдатами во дворец Вильгельма в Руане (теперь и у Вильгельма есть сокол). Во дворце Вильгельм сидит, пока Гарольд беседует с ним | HIC DUX WILGELM CUM HAROLDO VENIT AD PALATIU[M] SUU[M]                                                                           | Здесь герцог Вильгельм приходит с Гарольдом в свой дворец                                                      |             |
| 15    | Справа от дворца изображён таинственный инцидент, который по-видимому не имеет ничего общего с основной историей, но, вероятно, был хорошо известен в XI веке. Возможно, он имеет отношение к сексуальному скандалу, поскольку в нижнем регистре гобелена помещено два изображения обнажённых мужчин. Надпись «где клирик и Эльфгива» не поясняет происходящего                                                                       | UBI UNUS CLERICUS ET AELFGYVA | Где клирик и Эльфгива…                                                                                         |             |
| 16    | Гарольд сопровождает Вильгельма и нормандских солдат, когда они отправляются воевать с Конаном, герцогом Бретани. Они проходят мимо острова Мон-Сен-Мишель, который расположен на границе между Нормандией и Бретанью | HIC WILLEM[US] DUX ET EXERCITUS EIUS VENERUNT AD MONTE[M] MICHAELIS                                                              | Здесь герцог Вильгельм и его армия приходят к горе Михаила                                                     |             |
| 17    | Чтобы попасть на территорию Бретани, они вынуждены переправиться через реку. Солдаты изображены держащими щиты над головами, чтобы не замочить их | ET HIC TRANSIERUNT FLUMEN COSNONIS                                                                                               | и здесь они переходят реку Куэнон                                                                              |             |
| 17    | Некоторые солдаты попадают в зыбучие пески, и Гарольд спасает их — двоих сразу | HIC HAROLD DUX TRAHEBAT EOS DE ARENA                                                                                             | Здесь герцог Гарольд вытаскивает их из песка                                                                   |             |
| 18    | Нормандцы атакуют замок Доль, а герцог Конан сбегает из него, спустившись со стены по верёвке | ET VENERUNT AD DOL ET CONAN FUGA VERTIT                                                                                          | и они приходят в Доль и Конан убегает                                                                          |             |
| 18    | Преследуя Конана, нормандцы минуют Ренн, столицу Бретани | REDNES | Ренн |             |
| 19    | Нормандцы настигают Конана в Динане. Во время сражения одни солдаты метают копья, а другие пытаются поджечь оборонительные сооружения Динана | HIC MILITES WILLELMI DUCIS PUGNANT CONTRA DINANTES                                                                               | Здесь воины герцога Вильгельма сражаются с жителями Динана                                                     |             |
| 20    | Конан сдаётся. Он передаёт Вильгельму ключи от Динана на кончике копья | ET CUNAN CLAVES PORREXIT | и Конан отдает ключи                                                                                           |             |
| 21    | В качестве награды за услуги Вильгельм дарит Гарольду оружие. Эта церемония будет рассматриваться как превращение Вильгельма в сеньора Гарольда — важное событие с нормандской точки зрения | HIC WILLELM[US] DEDIT ARMA HAROLDO                                                                                               | Здесь Вильгельм дает оружие Гарольду                                                                           |             |
| 22    | Вильгельм и Гарольд возвращаются в Нормандию и достигают города Байё | HIC WILLELM[US] VENIT BAGIAS | Здесь Вильгельм прибывает в Байё                                                                               |             |
| 23    | В кульминации всей этой истории Гарольд приносит торжественную присягу Вильгельму на святых мощах | UBI HAROLD SACRAMENTUM FECIT WILLELMO DUCI                                                                                       | Где Гарольд дает клятву герцогу Вильгельму                                                                     |             |
| 24    | Гарольд, наконец, свободен и возвращается в Англию на корабле | HIC HAROLD DUX REVERSUS EST AD ANGLICAM TERRAM                                                                                   | Здесь эрл Гарольд возвращается в английские земли                                                              |             |
| 25    | Гарольд беседует с королём Эдуардом. Король показан как хрупкий и больной, хотя в то время он был совершенно здоров | ET VENIT AD EDWARDU[M] REGEM | и приходит к королю Эдуарду                                                                                    |             |
| 26    | Эдуард умер 5 января 1066 года. Сцены его смерти и погребения показаны на гобелене в обратном порядке. В сцене погребения изображена похоронная процессия, несущая тело короля в Вестминстерское аббатство — большую только что построенную церковь. Эдуард был слишком болен, чтобы присутствовать на её освящении 28 декабря 1065 года                                                                                              | HIC PORTATUR CORPUS EADWARDI REGIS AD ECCLESIAM S[AN]C[T]I PETRI AP[OSTO]LI                                                      | Здесь тело короля Эдуарда несут в храм святого Петра апостола                                                  |             |
| 27    | Король умер в своём дворце. В верхней палате дворца Эдуард показан лежащим в постели и разговаривающим со своими приближёнными, включая Гарольда и королеву Эдиту | HIC EADWARDUS REX IN LECTO ALLOQUIT[UR] FIDELES                                                                                  | Здесь король Эдуард в постели разговаривает со своими верными сторонниками                                     |             |
| 28    | В нижней палате Эдуард умирает в присутствии священника | ET HIC DEFUNCTUS EST | Здесь он умирает                                                                                               |             |
| 29    | Вслед за смертью Эдуарда два аристократа предлагают Гарольду корону и топор, символы королевской власти. Гарольд принимает предложение | HIC DEDERUNT HAROLDO CORONA[M] REGIS                                                                                             | Здесь дают королевскую корону Гарольду                                                                         |             |
| 30    | Гарольд коронуется королём Англии 6 января 1066 года, в то же утро состоялись похороны Эдуарда. Новый король показан сидящим на троне с двумя аристократами слева… | HIC RESIDET HAROLD REX ANGLORUM                                                                                                  | Здесь сидит Гарольд, король Англии                                                                             |             |
| 31    | … и архиепископом Стигандом справа. Чуть дальше народ приветствует короля | STIGANT ARCHIEP[ISCOPU]S | Архиепископ Стиганд                                                                                            |             |
| 32    | Ещё дальше изображено появление кометы Галлея. Люди думают, что это дурное предзнаменование, и ужасаются | ISTI MIRANT[UR] STELLA[M] | Эти люди удивляются звезде                                                                                     |             |
| 33    | Новость о комете приносят во дворец Гарольду. Под изображением короля в нижнем регистре гобелена возникает призрачный флот — намёк на грядущее вторжение норманнов | HAROLD | Гарольд |             |
| 34    | Новости о смерти Эдуарда и коронации Гарольда пересекают Ла-Манш и достигают Вильгельма, герцога Нормандии | HIC NAVIS ANGLICA VENIT IN TERRAM WILLELMI DUCIS                                                                                 | Здесь английский корабль прибывает в земли герцога Вильгельма                                                  |             |
| 35    | Вильгельм в ярости: он предъявлял претензии на трон Англии и рассматривал Гарольда в качестве узурпатора. Вильгельм решает вторгнуться в Англию и организует флот военных кораблей. По левую руку от Вильгельма сидит его сводный брат Одо, епископ Байё (это его первое появление на гобелене). Люди Вильгельма готовятся к вторжению. Лесорубы валят деревья и делают из них доски, которые используются для строительства кораблей | HIC WILLELM[US] DUX JUSSIT NAVES [A]EDIFICARE                                                                                    | Здесь герцог Вильгельм приказывает строить корабли                                                             |             |
| 36    | Готовые корабли канатами волокут к морю | HIC TRAHUNT NAVES AD MARE | Здесь тащат корабли к морю                                                                                     |             |
| 37    | Идёт полномасштабная подготовка к вторжению: на корабли доставляют еду и напитки, а также оружие (кольчуги, шлемы, мечи и копья) | ISTI PORTANT ARMAS AD NAVES ET HIC TRAHUNT CARRUM CUM VINO ET ARMIS                                                              | Эти люди несут оружие к кораблям, а здесь они тащат повозку с вином и оружием                                  |             |
| 38    | Вильгельм ведёт свою армию к кораблям. Солдаты грузятся на корабли, ставят паруса и отплывают. Поверхность моря покрыта кораблями, полными солдат и лошадей. Вильгельм идёт на корабле «Мора», приобретённом для него его женой Матильдой | HIC WILLELM[US] DUX IN MAGNO NAVIGIO MARE TRANSIVIT ET VENIT AD PEVENESAE                                                        | Здесь герцог Вильгельм на большом корабле пересекает море и прибывает в Певенси                                |             |
| 39    | Армия Вильгельма достигает южного побережья Англии 28 сентября 1066 года и высаживаются на землю в Пэвенси | HIC EXEUNT CABALLI DE NAVIBUS | Здесь выводят лошадей с кораблей                                                                               |             |
| 40    | Нормандские солдаты отправляются к Гастингсу и собирают продовольствие | ET HIC MILITES FESTINAVERUNT HESTINGA UT CIBUM RAPERENTUR                                                                        | А здесь воины торопятся к Гастингсу, чтобы добыть еду                                                          |             |
| 41    | Слева от следующей сцены подготовки к пиршеству изображён Вадард, предположительно, вассал епископа Одо | HIC EST WADARD | Здесь Вадард                                                                                                   |             |
| 42    | В этой и последующей сценах показана подготовка к пиршеству: курицы на шампурах, тушёное мясо, приготовленное на открытом огне, и прочая еда, готовящаяся в печи | HIC COQUITUR CARO ET HIC MINISTRAVERUNT MINISTRI                                                                                 | Здесь готовят мясо и слуги разносят его                                                                        |             |
| 43    | Слуги загружают еду на щиты, чтобы доставить её к пиршественному столу | HIC FECERUN[T] PRANDIUM | Здесь они готовят завтрак                                                                                      |             |
| 43    | Вильгельм садится за пир со своими аристократами, а епископ Одо произносит молитву перед едой | HIC EPISCOPUS CIBU[M] ET POTU[M] BENEDICIT                                                                                       | А здесь епископ благословляет еду и питьё                                                                      |             |
| 44    | Герцог Вильгельм беседует со своими сводными братьями Одо и Робертом, графом де Мортеном | ODO EP[ISCOPU]S WILLEM[US] ROTBERT                                                                                               | Епископ Одо, Вильгельм, Роберт                                                                                 |             |
| 45    | Мотт, разновидность замка, строится для укрепления базы норманнов в Гастингсе | ISTE JUSSIT UT FODERETUR CASTELLUM AT HESTENGA                                                                                   | Он приказал, чтобы было вырыто укрепление в Гастингсе                                                          |             |
| 45    | Мотт, разновидность замка, строится для укрепления базы норманнов в Гастингсе | CEASTRA | Лагерь |             |
| 46    | Посланник приносит Вильгельму известие о Гарольде и его армии | HIC NUNTIATUM EST WILLELM[O] DE HAROLD[O]                                                                                        | Здесь было доложено (о приближении?) Гарольда                                                                  |             |
| 47    | Изображён горящий дом, из которого спасаются женщина и ребёнок | HIC DOMUS INCENDITUR | Здесь горит дом                                                                                                |             |
| 48    | Утром в день битвы, 14 октября 1066 года, Вильгельм изображён одетым в доспехи. Он собирается сесть на лошадь. Его нормандская кавалерия скачет галопом навстречу английским солдатам Гарольда. Во главе кавалерийского отряда — Вильгельм на чёрной лошади | HIC MILITES EXIERUNT DE HESTENGA ET VENERUNT AD PR[O]ELIUM CONTRA HAROLDUM REGE[M]                                               | Здесь воины оставили Гастингс и пришли на битву против короля Гарольда                                         |             |
| 49    | Вильгельм спрашивает у Витала, одного из вассалов Одо, виден ли противник | HIC WILLELM[US] DUX INTERROGAT VITAL[EM] SI VIDISSET HAROLDI EXERCITU[M]                                                         | Здесь герцог Вильгельм спрашивает Витала, видит ли он армию Гарольда                                           |             |
| 50    | В этой сцене показаны события в английском лагере. Воин с наблюдательного поста предупреждает Гарольда о приближении нормандской армии | ISTE NUNTIAT HAROLDUM REGE[M] DE EXERCITU WILLELMI DUCIS                                                                         | Этот человек сообщает королю Гарольду об армии герцога Вильгельма                                              |             |
| 51    | Вильгельм, держа в руках булаву, произносит речь, чтобы вдохновить своих солдат. Нормандская кавалерия бросается в атаку, и битва при Гастингсе начинается | HIC WILLELM[US] DUX ALLOQUITUR SUIS MILITIBUS UT PREPAREN[T] SE VIRILITER ET SAPIENTER AD PR[O]ELIUM CONTRA ANGLORUM EXERCITU[M] | Здесь герцог Вильгельм говорит своим воинам приготовиться мужественно и мудро к сражению против армии англичан |             |
| 52    | Воздух наполняется летящими стрелами и копьями. Английская пехота защищается от них стеной щитов. Норманны атакуют с обеих сторон. Нижний регистр гобелена заполнен убитыми и ранеными солдатами. Воины рубят друг друга боевыми топорами и поражают копьями. Братья Гарольда, Леофвин и Гирт, сражаясь, умирают | HIC CECIDERUNT LEWINE ET GYRD FRATRES HAROLDI REGIS                                                                              | Здесь пали Леофвин и Гирт, братья короля Гарольда                                                              |             |
| 53    | Битва в самом разгаре. Воины и лошади падают на землю. Нижний регистр гобелена усеян поверженными солдатами и животными | HIC CECIDERUNT SIMUL ANGLI ET FRANCI IN PR[O]ELIO                                                                                | Здесь англичане и французы падают одновременно в бою                                                           |             |
| 54    | Епископ Одо появляется на чёрной лошади в гуще сражения и, размахивая палицей, вдохновляет нормандских солдат. Одо использует палицу, а не меч, поскольку епископы не должны проливать кровь | HIC ODO EP[ISCOPU]S BACULU[M] TENENS CONFORTAT PUEROS                                                                            | Здесь епископ Одо, держа посох, ободряет юношей                                                                |             |
| 55    | После падения с лошади Вильгельм снимает шлем, чтобы открыть своё лицо. Этим он показывает своим войскам, что всё ещё жив и вдохновляет их продолжать сражаться | HIC EST WILLEL[MUS] DUX | Здесь герцог Вильгельм                                                                                         |             |
| 56    | Граф Евстахий Булонский несёт искусно сделанное знамя. Этим знаменем может быть то, которое послал папа римский, чтобы продемонстрировать свою поддержку вторжению Вильгельма в Англию | E[USTA]TIUS | Евстахий |             |
| 56    | Кажется, что норманны получают верх в продолжающемся сражении. Многие солдаты убиты; один из них (у которого щит испещрён воткнутыми стрелами) изображён как будто с отрубленной головой | HIC FRANCI PUGNANT ET CECIDERUNT QUI ERANT CUM HAROLDO                                                                           | Здесь французы сражаются и убивают тех, кто был с Гарольдом                                                    |             |
| 57    | Одна из самых знаменитых сцен гобелена: смерть короля Гарольда. Вместе с тем кажется, что Гарольд изображён дважды (гобелен в этом месте трудно интерпретировать). Сначала Гарольд извлекает стрелу из глаза, а затем его падающего поражает мечом нормандский рыцарь | HIC HAROLD REX INTERFECTUS EST                                                                                                   | Здесь король Гарольд убит                                                                                      |             |
| 58    | Когда Гарольд убит, сражение заканчивается. Победоносные норманны преследуют оставшихся на поле битвы англичан. Заключительная сцена гобелена утрачена. Возможно, она показывала коронацию Вильгельма в качестве короля Англии. Это соответствовало бы сцене в самом начале гобелена, изображающей короля Эдуарда, восседающего на троне всего два года назад                                                                         | ET FUGA VERTERUNT ANGLI | и обращаются в бегство англичане                                                                               |             |

## Комментарии
1. ↑  Диалектная форма от «William»
2. ↑  Слово утрачено. Это место является крупнейшей загадкой гобелена (Douglas, 1959, p.234)
3. ↑  Комета Галлея 20 марта 1066 года
4. ↑  Предположительно вассал епископа Одо
5. 1 2  Написание латинских слов ad и castra в этом месте приводится некоторыми исследователями в подтверждение гипотезы, что гобелен был создан в Англии (Douglas, D.C., 1959, p.237)
6. ↑  Поздняя вставка